# Maurizio Iapicca
Maurizio Iapicca (Napoli, 13 ottobre 1940) è un politico italiano.

## Biografia

### Elezione a deputato
Alle elezioni politiche del 2008 viene eletto deputato della XVI legislatura della Repubblica Italiana nella circoscrizione XIX Campania 1 per Il Popolo della Libertà.
A gennaio 2012 aderisce a Grande Sud di Gianfranco Miccichè.